# Торе (Латина)
Торе је насеље у Италији у округу Латина, региону Лацио.
Према процени из 2011. у насељу је живело 35 становника. Насеље се налази на надморској висини од 62 м.